# ニコラ・ヤキモフスキー
ニコラ・ヤキモフスキー（マケドニア語: Никола Jaкимoвcки, 英語: Nikola Jakimovski, 1990年2月26日- ）は、マケドニア共和国・クリヴァ・パランカ出身のサッカー選手。アポロン・スミルニFC所属。ポジションはミッドフィールダー。

## 経歴
FKマケドニヤ・ジョルチェ・ペトロフのユース組織で育った。2008-09シーズンにトップチームへ昇格し、マケドニア1部リーグでプレーした。2010年にハンガリーのフェレンツヴァーロシュTCと契約を結ぶが、2010-11シーズン後期にマケドニア1部リーグのFKテテクスへレンタルで放出された。フェレンツヴァーロシュでは主に2部に所属するセカンドチームでのプレーに終始し、リーグ戦出場は1試合のみだった。唯一の出場機会は2010年9月1日のジェールETO FC戦で、アンドレ・シェンブリとの交代で81分から途中出場した。
2011年8月24日、セルビアのFKヤヴォル・イヴァニツァとの契約が発表された。2011年8月27日のFKラドニチュキ1923戦で初出場し、その後数カ月の活躍で11月中旬には強豪レッドスター・ベオグラードからの興味が複数紙で報じられた。11月26日のFKハイドゥク・クラ戦では、クロスからミロヴァン・ミロヴィッチの決勝ゴールをアシストした。自身の初ゴールは2012年8月18日のFKスメデレヴォ戦で、イフェアニー・オニーロのパスを利き足の左足で決めた。
2012年11月25日、中日スポーツはヤキモフスキーが名古屋グランパスエイトと仮契約を交わしたと報じた。獲得にあたっては同郷のボシュコ・ジュロヴスキの推薦があった。名古屋のゼネラルマネージャー久米一正は「ポストプレーもできるし、サイドもトップ下もできる。センターFWもこなす」と彼のプレースタイルを説明した。中日スポーツは同時に「22歳のヤキモフスキには未知数な部分もあり、今後の成長への期待も含めた獲得でもある」とも称している。
同年12月11日、メディカルチェックのために鞄1つで来日し、翌12日に入団が発表された 。中日スポーツは移籍金が推定4000万円、年俸は1200万円としている。2013年シーズン終了後に退団。
2016年2月1日、カルチョ・コモからFCバーリ1908に移籍した。

## 代表歴
U-17（U=under、17歳以下）、U-19の各年代別のマケドニア共和国代表に選出されており、2011年からはU-21代表の一員である。U-21代表では、2011年11月のUEFA U-21欧州選手権2013予選に2試合出場している。名古屋入団の際のプレスリリースでは、U-17、U-19代表でキャプテンを務めたことが紹介された。

## 個人成績
| 国内大会個人成績 | 国内大会個人成績         | 国内大会個人成績 | 国内大会個人成績 | 国内大会個人成績 | 国内大会個人成績 | 国内大会個人成績 | 国内大会個人成績 | 国内大会個人成績 | 国内大会個人成績 | 国内大会個人成績 | 国内大会個人成績 |
| 年度             | クラブ                   | 背番号           | リーグ           | リーグ戦         | リーグ戦         | リーグ杯         | リーグ杯         | オープン杯       | オープン杯       | 期間通算         | 期間通算         |
| 年度             | クラブ                   | 背番号           | リーグ           | 出場             | 得点             | 出場             | 得点             | 出場             | 得点             | 出場             | 得点             |
| マケドニア       | マケドニア               | マケドニア       | マケドニア       | リーグ戦         | リーグ戦         | リーグ杯         | リーグ杯         | オープン杯       | オープン杯       | 期間通算         | 期間通算         |
| ---------------- | ------------------------ | ---------------- | ---------------- | ---------------- | ---------------- | ---------------- | ---------------- | ---------------- | ---------------- | ---------------- | ---------------- |
| 2009-10          | マケドニヤGP             |                  |                  | 4                | 1                |                  |                  |                  |                  |                  |                  |
| ハンガリー       | ハンガリー               | ハンガリー       | ハンガリー       | リーグ戦         | リーグ戦         | リーグ杯         | リーグ杯         | オープン杯       | オープン杯       | 期間通算         | 期間通算         |
| 2010-11          | フェレンツヴァーロシュ   | 7                | NB I             | 1                | 0                | -                | -                | 2                | 0                | 3                | 0                |
| 2010-11          | フェレンツヴァーロシュII | 7                | NB II西          | 4                | 0                | -                | -                | 0                | 0                | 4                | 0                |
| マケドニア       | マケドニア               | マケドニア       | マケドニア       | リーグ戦         | リーグ戦         | リーグ杯         | リーグ杯         | オープン杯       | オープン杯       | 期間通算         | 期間通算         |
| 2010-11          | テテクス                 |                  | プルヴァ         | 8                | 3                | -                | -                | 0                | 0                | 8                | 3                |
| セルビア         | セルビア                 | セルビア         | セルビア         | リーグ戦         | リーグ戦         | リーグ杯         | リーグ杯         | オープン杯       | オープン杯       | 期間通算         | 期間通算         |
| 2011-12          | ヤヴォル                 | 9                | スーペル         | 15               | 0                | -                | -                | 2                | 0                | 17               | 0                |
| 2012-13          | ヤヴォル                 | 7                | スーペル         | 12               | 2                | -                | -                | 2                | 0                | 14               | 2                |
| 日本             | 日本                     | 日本             | 日本             | リーグ戦         | リーグ戦         | リーグ杯         | リーグ杯         | 天皇杯           | 天皇杯           | 期間通算         | 期間通算         |
| 2013             | 名古屋                   | 9                | J1               | 15               | 0                | 6                | 1                | 1                | 0                | 22               | 1                |
| セルビア         | セルビア                 | セルビア         | セルビア         | リーグ戦         | リーグ戦         | リーグ杯         | リーグ杯         | オープン杯       | オープン杯       | 期間通算         | 期間通算         |
| 2013-14          | ヤゴディナ               | 50               | スーペル         | 10               | 0                | -                | -                | 0                | 0                | 10               | 0                |
| 2014-15          | ヤゴディナ               | 50               | スーペル         | 1                | 0                | -                | -                | 0                | 0                | 1                | 0                |
| イタリア         | イタリア                 | イタリア         | イタリア         | リーグ戦         | リーグ戦         | イタリア杯       | イタリア杯       | オープン杯       | オープン杯       | 期間通算         | 期間通算         |
| 2014-15          | ヴァレーゼ               | 32               | セリエB          | 10               | 1                | -                | -                | 0                | 0                | 10               | 1                |
| 2014-15          | コモ                     | 31               | セリエB          | 12               | 0                | -                | -                |                  |                  |                  |                  |
| 2015-16          | バーリ                   | 35               | セリエB          | 5                | 0                |                  |                  |                  |                  |                  |                  |
| 2016-17          | ベネヴェント             | 27               | セリエB          | 2                | 0                |                  |                  |                  |                  |                  |                  |
| 通算             | マケドニア               | マケドニア       | プルヴァ         | 12               | 4                |                  |                  |                  |                  |                  |                  |
| 通算             | ハンガリー               | ハンガリー       | NB I             | 1                | 0                |                  |                  |                  |                  |                  |                  |
| 通算             | セルビア                 | セルビア         | スーペル         | 38               | 2                |                  |                  |                  |                  |                  |                  |
| 通算             | 日本                     | 日本             | J1               | 15               | 0                |                  |                  |                  |                  |                  |                  |
| 通算             | イタリア                 | イタリア         | セリエB          | 29               | 1                |                  |                  |                  |                  |                  |                  |
| 総通算           | 総通算                   | 総通算           | 総通算           | 95               | 7                |                  |                  |                  |                  |                  |                  |